# Lutosa
Pour les articles homonymes, voir Lutosa (homonymie).
Lutosa est une entreprise belge spécialisée dans la transformation industrielle de pommes de terre en frites surgelées et réfrigérées, spécialités de pommes de terre surgelées et flocons de pommes de terre déshydratés. Cette entreprise, créée en 1978 sous le nom de « SA Van den Broeke - Lutosa », est l'une des principales sociétés européennes du secteur et se nomme maintenant Lutosa SA. Elle a été rachetée en 2007 par le groupe agroalimentaire belge Pinguin NV (Greenyards), puis en 2013 par le groupe familial canadien Mc Cain.
Lutosa compte deux sites de production en Belgique, à Leuze-en-Hainaut (qui s’appelait à l’origine Lutosaen latin) et Vive-Saint-Éloi, occupant au total 1 200 collaborateurs. Avec une capacité annuelle de plus de 450 000 tonnes de produits de pomme de terre, Lutosa exporte près de 95 % dans plus de 146 pays dans le monde.
Les usines belges appartiennent au groupe McCain mais la marque Lutosa a été vendue au fonds d’investissement Nomad, à la demande des autorités européennes de la concurrence. La marque a été ainsi renommée en Belviva et appartient à l'heure actuelle à la société Igloo. Les produits contenus dans les sachets Belviva ne sont pas fabriqués par Lutosa.
Lutosa continue cependant de fabriquer et commercialiser ses produits à la marque Lutosa en dehors de l'Europe.